# چن شوچین
چن شوچین (انگلیسی: Chen Shu-chin؛ زادهٔ ۱۹ سپتامبر ۱۹۷۴) بازیکن فوتبال اهل چین است.
وی همچنین در تیم ملی فوتبال زنان تایوان بازی کرده‌است.